# MARVERA
MARVERA KYY08（マーベラ ケーワイワイ ゼロハチ）は、京セラによって開発・製造された、auブランドを展開するKDDIおよび沖縄セルラー電話の第3世代/3.5世代移動通信システム（au 3G(旧・CDMA 1X WIN)）対応音声通話用端末である。

## 概要
既に先行発売されたGRATINA KYY06の上位機種に当たる機種で、こちらは高い質感と性能をアピールしており、更に高速データ通信のMC-Rev.A（WIN HIGH SPEED）や第1世代Snapdragon（QSD8650・1GHz）、着うたフルや着うたフルプラス、ビデオクリップの再生に対応する「LISMO Player」などが搭載される。特に、スマートフォンでの高額な通信料金に不安を持つ一部の層（主にヤングファミリー層、および30代以上のビジネスユーザー）に向けた高機能系フィーチャーフォンとしての位置付けも考慮している。
バッテリー容量はGRATINA KYY06同様、1,020mAhの容量を持つ。
本機種はGRATINA KYY06やF001（FJ001）、PT003、mamorino3 KYY05同様、充電端子にmicroUSBを採用しており、従来のau端末専用ACアダプタの利用は不可となっている。また、au ICカードはマイクロSIMタイプのものが用いられる。

## 沿革
- 2013年（平成25年）10月2日 - KDDI、および京セラより公式発表。
- 2013年12月7日 - 全国にて一斉発売。
- 2015年（平成27年） 5月 - 販売終了。
- 2016年（平成28年）4月30日 - スマートフォンやタブレットの普及によるユーザーの減少に伴い、LISMO Book Storeのサービス終了。ただしダウンロード済みのコンテンツは、サービス終了後も利用できる[5]。
- 2018年（平成30年）3月31日- EZアプリ（B）、およびグローバルパスポート（GSM除く）等の各種サービス終了[6]。
- 2022年（令和4年）3月31日（予定） - 3Gサービスの終了・停波により当端末は利用不可となる[7]。

## 主な機能・対応サービス
- mamorinoナビ
- ブラインドスクリーン
- すぐ文字

ほか
| 主な機能・対応サービス                                                                  | 主な機能・対応サービス                     | 主な機能・対応サービス                                                           | 主な機能・対応サービス                                                  |
| --------------------------------------------------------------------------------------- | ------------------------------------------ | -------------------------------------------------------------------------------- | ----------------------------------------------------------------------- |
| LISMO! (着うたフル) (着うたフルプラス) (LISMOビデオクリップ) (LISMO Video) (LISMO Book) | ティーンズモード                           | バーコードリーダー&メーカー                                                      | PCサイトビューアー                                                      |
| au BOX                                                                                  | ワイヤレスミュージック （Bluetooth使用時） | au Smart Sports Run & Walk Karada Manager ゴルフ フイットネス カロリーカウンター | EZナビウォーク                                                          |
| EZ助手席ナビ                                                                            | 安心ナビ                                   | 災害時ナビ                                                                       | ナカチェン                                                              |
| EZアプリ FullGame! Bluetooth対戦                                                        | EZアプリ(J・B)                             | オープンアプリプレイヤー                                                         | PCドキュメントビューアー                                                |
| アレンジメニュー                                                                        | クイックアクセスメニュー                   | じぶん銀行アプリ                                                                 | EZ・FM                                                                  |
| EZチャンネル EZチャンネルプラス EZニュースフラッシュ EZニュースEX                       | Bluetooth                                  | Touch Message                                                                    | EZFeliCa                                                                |
| ケータイ de PCメール                                                                    | デコレーションメール                       | デコレーションアニメ                                                             | au one メール                                                           |
| 緊急地震速報 緊急通報位置通知                                                           | ワンセグ                                   | グローバルパスポート （GSM・CDMA）                                               | WIN HIGH SPEED 赤外線通信 (IrDA) 無線LAN機能 (Wi-Fi WIN) auフェムトセル |

## 注・出典
1. 1 2  「MARVERA」取扱説明書 141P. "知的財産権について"参照
2. ↑  au電話の比吸収率について|MARVERA - au（KDDI）
3. ↑  防水・防塵・耐衝撃のフィーチャーフォン「MARVERA」  - ケータイWatch（インプレス） 2013年10月2日。
4. ↑  ただし、2013年11月29日を以て配信、および保守サポートを終了したPC（Windows）用バックアップアプリのLISMO Portには最初から非対応となっている。
5. ↑  電子書籍サービス「LISMO Book Store」の提供終了について KDDI 2015年11月6日
6. ↑  3G ケータイ向けアプリサービス「EZアプリ」の配信、および一部サービスの終了について - KDDI 2016年4月28日。
7. ↑  「CDMA 1X WIN」サービスの終了について - KDDI 2018年11月16日
8. ↑  「MARVERA」取扱説明書 75P. "PCサイトビューアーでサイトを見る"参照